# ليستر سيتي موسم 2024–25
كان موسم 2024–25 هو الموسم رقم 120 في وجود نادي ليستر سيتي لكرة القدم، وموسمهم الأول في الدوري الإنجليزي الممتاز بعد الصعود من دوري البطولة الإنجليزية في الموسم السابق، وموسمهم الخمسين في دوري الدرجة الأولى لكرة القدم. بالإضافة إلى الدوري المحلي، سيشارك النادي أيضًا في كأس الاتحاد الإنجليزي وكأس رابطة الأندية الإنجليزية المحترفة.
هذا هو الموسم الأول منذ موسم 2013–14 الذي لا يضم مارك ألبرايتون، الذي تقاعد بعد انتهاء عقده في الصيف. 